# Altes Rathaus (Rotenberg)

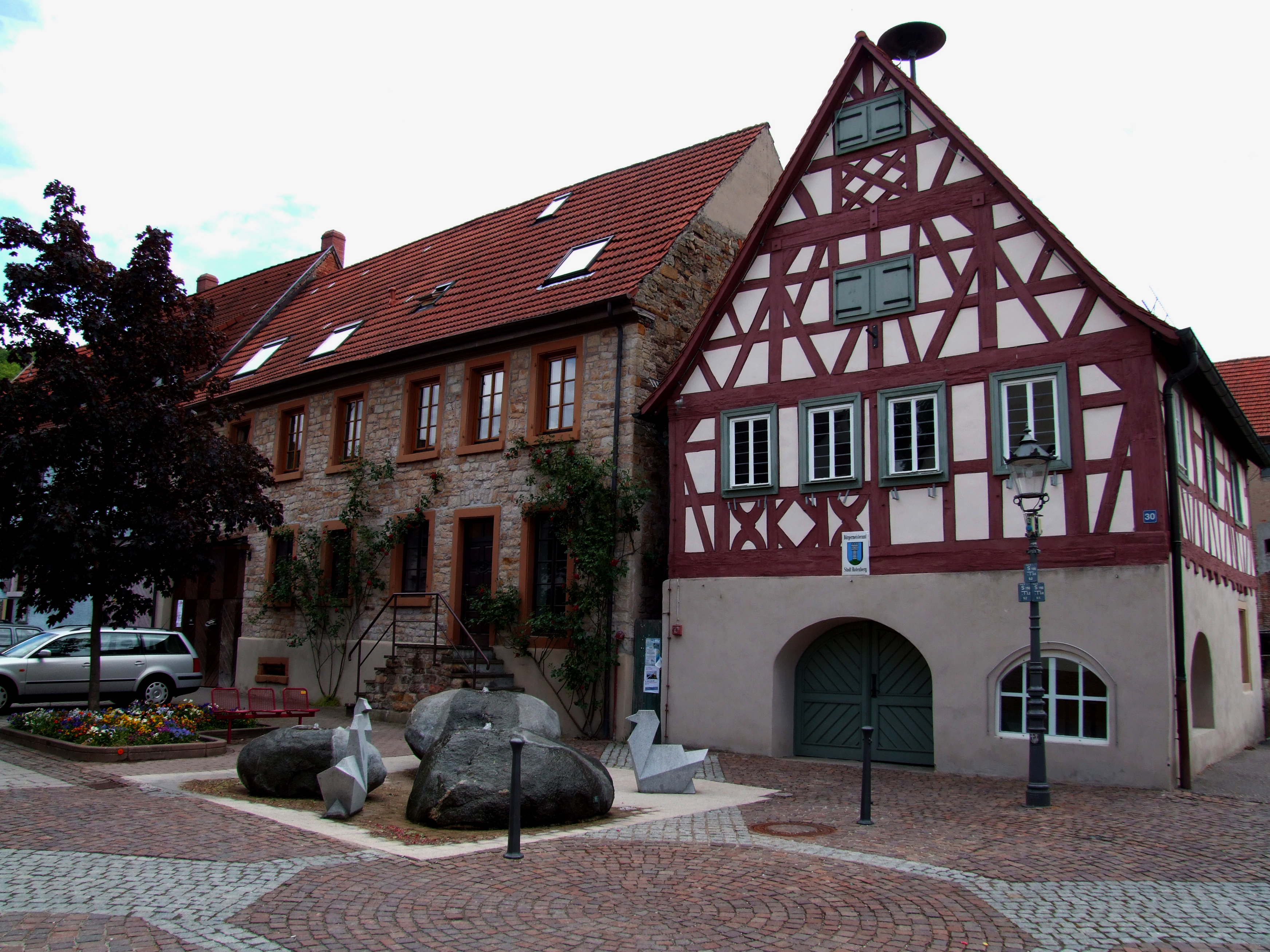
Altes Rathaus in Rotenberg

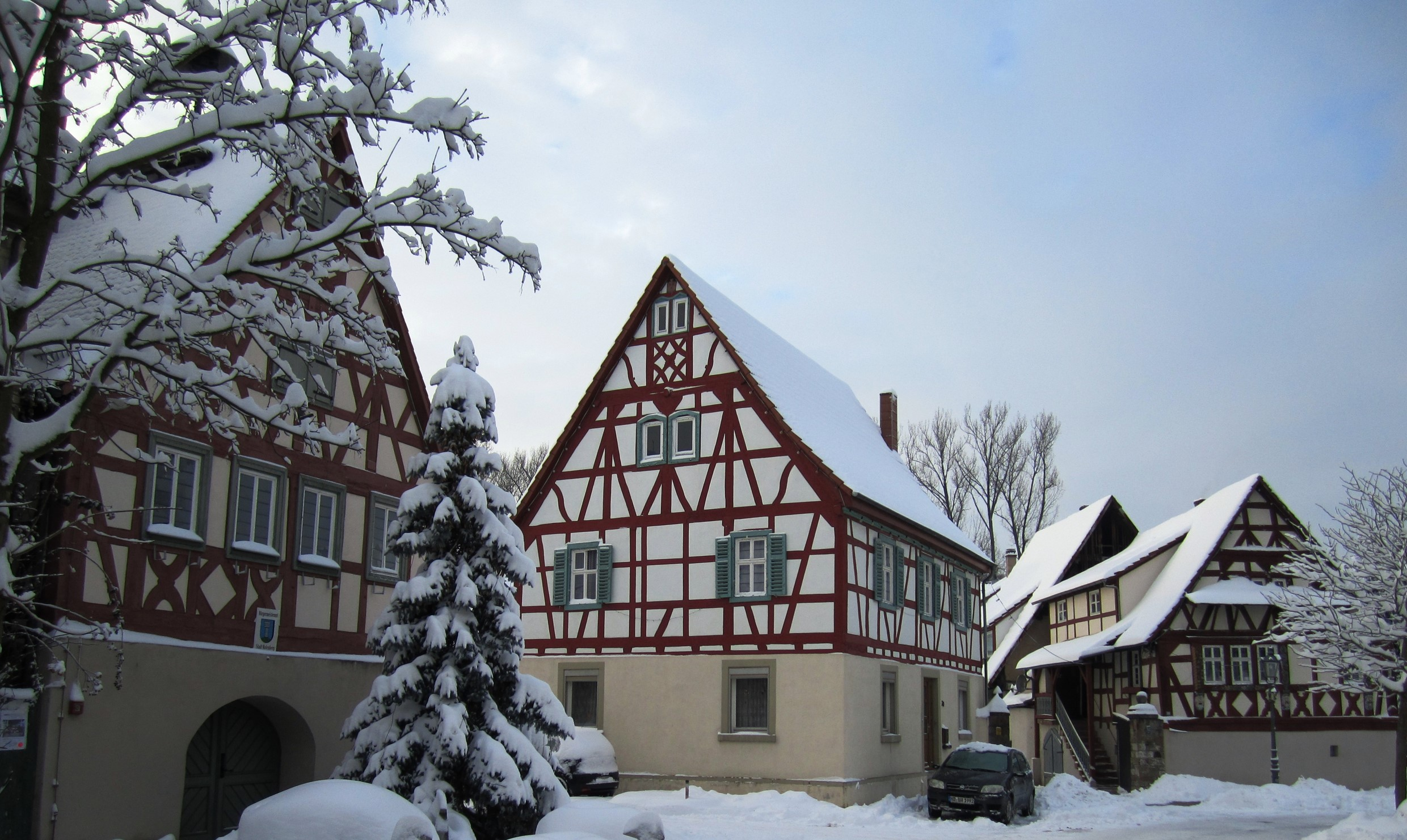
Historischer Ortskern von Rotenberg im Schnee

Das Alte Rathaus in Rotenberg, einem Stadtteil von Rauenberg im Rhein-Neckar-Kreis in Baden-Württemberg, ist ein in der ersten Hälfte des 18. Jahrhunderts errichtetes Rathaus. Das Fachwerkhaus ist ein geschütztes Baudenkmal.

## Beschreibung
Das Haus an der Schlossstraße 30 mit einem massiven Erdgeschoss besitzt einen Fachwerkoberstock und zwei Dachstöcke. Der Giebel ist ursprünglich erhalten. Als Zierformen finden wir den Fränkischen Mann mit K-Streben und kurzen Schrägbändern. Unter den oberen Giebelluken ist eine Raute dem Andreaskreuz überlagert. Durch die neuzeitliche Veränderung der Fenster im ersten Stock wurde das Gefüge des Fachwerks verändert. Unten den linken Fenstern dieses Stockwerks sind zwei Andreaskreuze und eine Raute zu sehen.